# Jean Tamini
Jean Tamini (Monthey, 9 december 1919 - 13 maart 1993) was een Zwitsers voetballer die speelde als aanvaller.

## Carrière
Tamini begon zijn profcarrière net voor de Tweede Wereldoorlog bij de Franse club FC Lyon. Na een seizoen stapte hij over naar AS Saint-Étienne, hij keerde na een seizoen terug naar Lyon. Op het einde van de oorlog keerde hij terug naar Zwitserland naar Servette Genève. Gedurende de volgende jaren speelde hij opnieuw voor FC Lyon en AS Saint-Étienne met afwisselende periodes bij Servette. Hij won met Servette de landstitel in 1946 en 1950 en de beker in 1949.
Hij speelde twintig interlands voor Zwitserland waarin hij drie keer kon scoren. Hij nam met de Zwitserse ploeg deel aan het WK voetbal 1950.

## Erelijst
- Servette Genève
  - Landskampioen: 1946, 1950
  - Zwitserse voetbalbeker: 1949